# Tour Championship 2022
Il Tour Championship 2022 è stato il diciottesimo evento professionistico della stagione 2021-2022 di snooker, il quindicesimo valido per il Ranking, e la 4ª edizione di questo torneo, che si disputerà dal 28 marzo al 3 aprile 2022, presso la Venue Cymru di Llandudno, in Galles.
È stato il terzo ed ultimo torneo stagionale della Cazoo Series 2021-2022, che ha sancito il trionfo di Neil Robertson, il quale ha ottenuto il bonus di £100000. L'australiano si è aggiudicato la seconda edizione consecutiva di questa serie di tornei, classificandosi al primo posto con £315000.
Il torneo è stato vinto da Neil Robertson, il quale ha battuto in finale John Higgins per 10-9, rimontando dal 4-9. L'australiano si è aggiudicato così il suo secondo Tour Championship consecutivo, il suo 23º titolo Ranking, eguagliando a questa quota Judd Trump, il suo secondo evento Cazoo Series in stagione, dopo il Players Championship, e il suo terzo in carriera.
Robertson ha disputato la sua terza finale in questo torneo, dopo la sconfitta del 2019 contro Ronnie O'Sullivan e il trionfo del 2021 sullo stesso O'Sullivan, la 52ª in un torneo professionistico, la 36ª fra quelli validi per la classifica mondiale e la quinta in stagione, dopo i successi all'English Open su John Higgins e al Masters e al Players Championship su Barry Hawkins, e la sconfitta al World Grand Prix contro Ronnie O'Sullivan.
Higgins ha disputato la sua 100ª finale in un torneo professionistico, la 55ª fra quelli validi per la classifica mondiale e la sesta in stagione, dopo il successo al secondo evento della Championship League su Stuart Bingham e le sconfitte al Northern Ireland Open contro Mark Allen, all'English Open contro Neil Robertson, al Champion of Champions contro Judd Trump e allo Scottish Open contro Luca Brecel.
Robertson e Higgins non si sfidavano in uno scontro diretto dalla finale dell'English Open 2021, in cui a trionfare era stato l'australiano per 9-8. Si tratta della quarta finale giocata tra i due, la terza conquistata da Robertson.
Il campione in carica era Neil Robertson, il quale ha confermato il titolo. L'australiano è stato il primo giocatore a riconfermarsi vincitore di un torneo in questa stagione.
Durante il corso del torneo sono stati realizzati 33 century breaks, dieci in più della precedente edizione. Il miglior break è stato un 140, realizzato da Judd Trump, durante i quarti di finale.
Al termine di questo torneo, Mark Selby ha perso la leadership del ranking mondiale dopo 4 mesi e 26 giorni, a favore di Ronnie O'Sullivan, il quale è tornato numero 1 per la quinta volta in carriera, la prima dall'11 agosto 2019.

## Montepremi
- Vincitore: £150000
- Finalista: £60000
- Semifinalisti: £40000
- Quarti di finale: £20000
- Miglior break: £10000
- Totale: £380000

## Panoramica

### Sviluppi futuri
Il 30 marzo 2022 il World Snooker Tour comunica che la 23ª edizione del British Open si disputerà dal 26 settembre al 2 ottobre 2022, presso la Marshall Arena di Milton Keynes, in Inghilterra.
Il 31 marzo 2022 il WST rende pubblica la prima parte di calendario della stagione 2022-2023, che comprende tornei da giugno a dicembre.

### Aspetti tecnici
Dopo aver disputato l'edizione 2021 al Celtic Manor Resort di Newport, in Galles, in quanto unica bolla in grado di ospitare tutto lo staff necessario per i tornei, compresi i giocatori (assieme alla Marshall Arena di Milton Keynes, in Inghilterra), il torneo si svolge alla Venue Cymru di Llandudno, sede dell'evento in occasione della sua prima edizione del 2019, e che ha già ospitato in stagione lo Scottish Open. È, inoltre, la prima volta in cui il torneo si svolge anche nel mese di aprile.

### Aspetti sportivi
Così come accaduto dal suo esordio nel tour professionistico del 2019, il Tour Championship viene disputato dai primi 8 giocatori figuranti nella classifica stagionale, tenendo conto di ogni evento valevole per il ranking svoltosi fino al torneo precedente a questo.
L'evento è valevole per la classifica mondiale per la quarta edizione consecutiva.
Viene confermato per intero il montepremi delle precedenti due edizioni; a partire da questa stagione, la Cazoo Series assegna una cifra minima garantita per la partecipazione valevole per la classifica mondiale, di £20000 nel caso del Tour Championship.
Il 17 giugno 2021 l'azienda rivenditrice di auto online Cazoo comunica di essersi accordata con la Matchroom Sport – principale azionista del World Snooker Tour – per sponsorizzare il Champion of Champions, lo UK Championship e il Masters, oltre che il World Grand Prix, il Players Championship e il Tour Championship – facenti già parte della Cazoo Series – nella stagione 2021-2022.
Il vincitore del torneo ha il diritto di partecipare al Champion of Champions 2022.

## Copertura
Le seguenti emittenti e piattaforme streaming hanno trasmesso il Tour Championship 2022.
| Copertura              | Paese/Continente                                       |
| ---------------------- | ------------------------------------------------------ |
| ITV4                   | Regno Unito                                            |
| Setanta Sports         | Irlanda                                                |
| Liaoning TV            | Cina                                                   |
| Superstar Online       | Cina                                                   |
| Kuaishou               | Cina                                                   |
| Migu                   | Cina                                                   |
| Youku                  | Cina                                                   |
| Huya.com               | Cina                                                   |
| Fox Sports             | Australia                                              |
| DAZN                   | Canada, Germania, Spagna, Stati Uniti, Italia, Brasile |
| NTV                    | Russia                                                 |
| Saran Sport            | Turchia                                                |
| SportKlub              | Croazia, Bosnia ed Erzegovina, Serbia                  |
| Nova                   | Rep. Ceca, Slovacchia                                  |
| TVP                    | Polonia                                                |
| ViaSat                 | Svezia, Norvegia, Finlandia, Danimarca                 |
| ViaPlay                | Islanda, Lettonia, Lituania, Estonia                   |
| Ziggo Sports           | Paesi Bassi                                            |
| Now TV                 | Hong Kong                                              |
| Astrosport             | Malaysia, Brunei                                       |
| Sky Sports             | Nuova Zelanda                                          |
| Pakistan TV Sports     | Pakistan                                               |
| Premier Sports Network | Filippine                                              |
| True Sport             | Thailandia                                             |
| Sport Cast             | Taiwan                                                 |
| Matchroom.Live         | Resto del mondo                                        |

## Partecipanti
Primi 8 giocatori della classifica stagionale, comprendente i tornei valevoli per il ranking tra il primo evento della Championship League e il Gibraltar Open.
| RS | Giocatore         | Punti  | Precedenti partecipazioni |
| -- | ----------------- | ------ | ------------------------- |
| 1  | Zhao Xintong      | 311500 | 0                         |
| 2  | Neil Robertson    | 261000 | 3 (2019, 2020, 2021)      |
| 3  | Ronnie O'Sullivan | 232500 | 2 (2019, 2021)            |
| 4  | Judd Trump        | 216000 | 3 (2019, 2020, 2021)      |
| 5  | Luca Brecel       | 205500 | 0                         |
| 6  | Mark Williams     | 166500 | 1 (2019)                  |
| 7  | Mark Allen        | 160000 | 2 (2019, 2020)            |
| 8  | John Higgins      | 147500 | 2 (2020, 2021)            |

Nota bene: nella sezione "precedenti partecipazioni", le date in grassetto indicano che il giocatore ha vinto quella edizione del torneo.

## Tabellone
|  | Quarti di finale Al meglio dei 19 frames | Quarti di finale Al meglio dei 19 frames | Quarti di finale Al meglio dei 19 frames |                |                | Semifinali Al meglio dei 19 frames | Semifinali Al meglio dei 19 frames | Semifinali Al meglio dei 19 frames |  |  | Finale Al meglio dei 19 frames | Finale Al meglio dei 19 frames | Finale Al meglio dei 19 frames |
|  |                                          |                                          |                                          |                |                |                                    |                                    |                                    |  |  |                                |                                |                                |
|  | 1                                        | Zhao Xintong                             | 9                                        |                |                |                                    |                                    |                                    |  |  |                                |                                |                                |
|  | 8                                        | John Higgins                             | 10                                       |                |                |                                    |                                    |                                    |  |  |                                |                                |                                |
|  | 8                                        | John Higgins                             | 10                                       |                | 8              | John Higgins                       | 10                                 |                                    |  |  |                                |                                |                                |
|  |                                          |                                          |                                          |                | 8              | John Higgins                       | 10                                 |                                    |  |  |                                |                                |                                |
|  |                                          | 5                                        | Luca Brecel                              | 7              |                |                                    |                                    |                                    |  |  |                                |                                |                                |
|  | 4                                        | 5                                        | Luca Brecel                              | 7              | Judd Trump     | 6                                  |                                    |                                    |  |  |                                |                                |                                |
|  | 4                                        |                                          |                                          |                | Judd Trump     | 6                                  |                                    |                                    |  |  |                                |                                |                                |
|  | 5                                        | Luca Brecel                              | 10                                       |                |                |                                    |                                    |                                    |  |  |                                |                                |                                |
|  |                                          |                                          |                                          |                |                |                                    |                                    |                                    |  |  | 8                              | John Higgins                   | 9                              |
|  |                                          |                                          | 2                                        | Neil Robertson | 10             |                                    |                                    |                                    |  |  |                                |                                |                                |
|  | 3                                        | Ronnie O'Sullivan                        | 10                                       |                |                |                                    |                                    |                                    |  |  |                                |                                |                                |
|  | 6                                        | Mark Williams                            | 9                                        |                |                |                                    |                                    |                                    |  |  |                                |                                |                                |
|  | 6                                        | Mark Williams                            | 9                                        |                | 3              | Ronnie O'Sullivan                  | 9                                  |                                    |  |  |                                |                                |                                |
|  |                                          |                                          |                                          |                | 3              | Ronnie O'Sullivan                  | 9                                  |                                    |  |  |                                |                                |                                |
|  |                                          | 2                                        | Neil Robertson                           | 10             |                |                                    |                                    |                                    |  |  |                                |                                |                                |
|  | 2                                        | 2                                        | Neil Robertson                           | 10             | Neil Robertson | 10                                 |                                    |                                    |  |  |                                |                                |                                |
|  | 2                                        |                                          |                                          |                | Neil Robertson | 10                                 |                                    |                                    |  |  |                                |                                |                                |
|  | 7                                        | Mark Allen                               | 6                                        |                |                |                                    |                                    |                                    |  |  |                                |                                |                                |

| Finale (Al meglio dei 19 frames) Venue Cymru, Llandudno, 3 aprile 2022. Arbitro: Brendan Moore                                                                  | | |
| John Higgins (8) | 9–10 | Neil Robertson (2) |
| Prima sessione: 78–77, 136–0, 126–0, 0–130, 47–76, 0–129, 127–0, 80–0 Seconda sessione: 60–41, 101–0, 82–5, 1–91, 84–0, 37–74, 1–119, 35–87, 17–91, 0–93, 10–72 | Miglior break (Robertson): 136 Century breaks (Robertson): 3 Miglior break (Higgins): 130 Century breaks (Higgins): 3 | Prima sessione: 78–77, 136–0, 126–0, 0–130, 47–76, 0–129, 127–0, 80–0 Seconda sessione: 60–41, 101–0, 82–5, 1–91, 84–0, 37–74, 1–119, 35–87, 17–91, 0–93, 10–72 |
| Neil Robertson vince il Cazoo Tour Championship 2022 | | |

## Century breaks
Durante il corso del torneo sono stati realizzati 33 century breaks.
| N° | Giocatore         | Century breaks | Miglior break |
| -- | ----------------- | -------------- | ------------- |
| 1  | Ronnie O'Sullivan | 10             | 131           |
| =  | Neil Robertson    | 10             | 130           |
| 2  | John Higgins      | 4              | 136           |
| 3  | Zhao Xintong      | 3              | 128           |
| =  | Luca Brecel       | 3              | 108           |
| 4  | Judd Trump        | 2              | 140           |
| 5  | Mark Williams     | 1              | 103           |